# Saint-Dizier
Saint-Dizier je francouzské město v departementu Haute-Marne v regionu Grand Est. V roce 2010 zde žilo 25 526 obyvatel. Je centrem arrondissementu Saint-Dizier.

## Osobnosti
- Jacques Gaillot (1935–2023) – někdejší biskup Évreux, z rozhodnutí papeže Jana Pavla II. degradován